# Roronoa Zoro
Roronoa Zoro (ロロノア・ゾロ Roronoa Zoro, phát âm ở một số bản chuyển thể tiếng Anh là "Roronoa Zolo"), hay còn gọi là "Thợ săn hải tặc" Zoro (海賊狩りのゾロ Kaizoku-Gari no Zoro) là một nhân vật hư cấu do mangaka người Nhật Bản Oda Eiichiro sáng tạo, xuất hiện trong bộ manga và loạt nhượng quyền truyền thông One Piece. Anh lần đầu xuất hiện ở chương ba của bộ manga One Piece - được đăng trên tạp chí manga Weekly Shōnen Jump vào năm 1997. Zoro là đồng đội đầu tiên gia nhập băng hải tặc của Monkey D. Luffy, sau khi anh được Luffy giải cứu khỏi bị xử tử. Zoro là một kiếm sĩ cực kỳ giỏi và nắm vai trò chiến binh của băng, dẫu vậy anh có sở hữu khả năng định hướng cực kỳ tệ hại - chi tiết hài lặp đi lặp lại xuyên suốt bộ truyện.

## Sáng tạo và xây dựng nhân vật
Ban đầu Zoro sử dụng hai thanh kiếm thay vì ba thanh kiếm. Lúc đầu Zoro được sắp xếp là thành viên của băng hải tặc Hề Buggy, rồi sau được Luffy tuyển mộ tách khỏi băng Buggy. Họ của Zoro dựa trên cách phát âm hải tặc người Pháp François l'Olonnais bằng tiếng Nhật. Ở một số phẩm được bản địa hóa ở phương Tây, tên của anh được đổi thành Zolo.
Thông thường Zoro mặc một chiếc áo phông trắng trơn (dẫu anh có thể mặc một số loại áo khác nữa), quần đen và khăn đeo lưng haramaki màu xanh lục nhạt, dắt theo ba thanh kiếm. Tên của ba thanh kiếm này là Enma, Wado Ichimonji và Sandai Kitetsu. Zoro còn có một chiếc khăn trùm đầu quấn quanh bắp tay trái, anh chỉ quấn nó lên đầu khi nghiêm túc tham chiến. Đằng sau lớp áo phông, cơ thể anh chằng chịt vết sẹo do nhiều trận chiến để lại, đặc biệt là từ khi anh vào băng Mũ Rơm (như vết sẹo dính phải trong cuộc đấu với Thất Vũ Hải Dracule Mihawk). Anh đeo ba chiếc bông tay vàng ở tai trái, thể hiện phong cách tam kiếm phái của mình. Sau hai năm time-skip, Zoro có một vết sẹo ở mắt trái (dính phải trong đợt tập luyện với Dracule Mihawk) và thay chiếc áo phông bằng chiếc áo khoác dài xanh đậm của samurai, thậm chí anh có thể lột nó ra hở nửa thân trên trong chiến đấu (với Băng hải tặc Người Cá Mới) hoặc khi tiếp xúc với nhiệt độ cao (phía nhiệt độ cao của Punk Hazard). Về xuất thân tộc người của nhân vật, Oda tiết lộ rằng anh tưởng tượng Zoro là người Nhật, dù trong bối cảnh thế giới thật.
Zoro có chằng chịt vết sẹo trên cơ thể. Đáng chú ý nhất là vết sẹo dài chạy dọc bên mắt trái, anh dính phải nó sau khi trở về từ hai năm time skip. Hiện chưa rõ anh bị dính sẹo ấy như thế nào, nhưng vì thế mà anh chẳng thể mở được mắt trái. Thân anh cũng có vô số vết sẹo, có một vết khâu chéo từ đỉnh vai trái xuống hông bên phải do hậu quả cuộc chiến với Dracule Mihawk. Anh còn có các vết sẹo ở hai mắt cá chân, chúng bắt nguồn từ việc anh cố cắt bỏ hai chân mình để thoát khỏi nhà tù nến của Mr. 3 ở Little Garden.

### Thể hiện

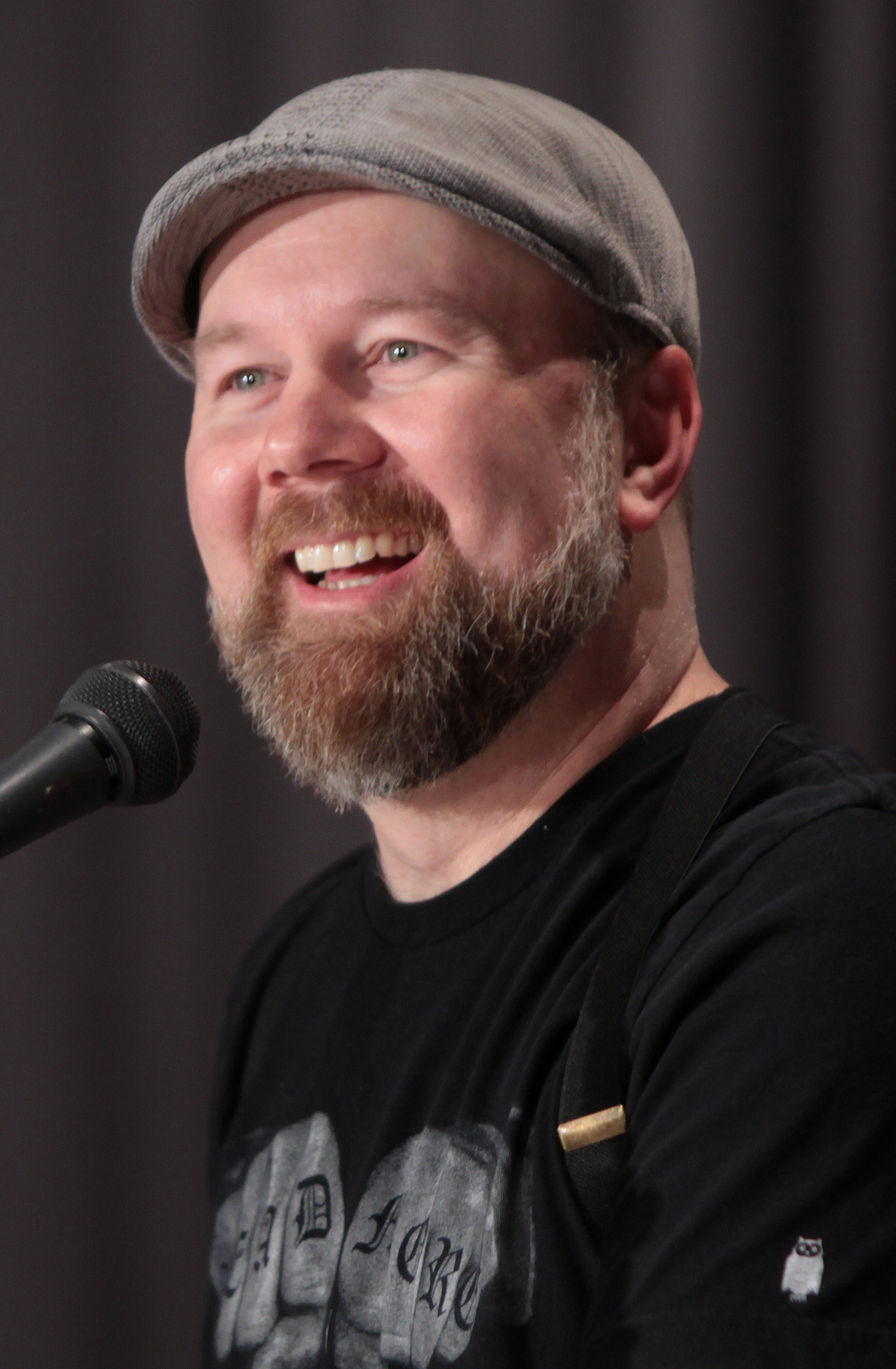
Christopher Sabat là người lồng tiếng Roronoa Zoro ở bản phim lồng tiếng Anh của Funimation

Ở bản gốc Nhật của bộ anime One Piece, Nakai Kazuya là người lồng tiếng Zoro lúc trưởng thành, còn Urawa Megumi lồng tiếng anh lúc nhỏ. Ở bộ OVA đầu tiên Defeat Him! The Pirate Ganzack từ năm 1998, diễn viên Takagi Wataru đã lồng tiếng cho anh.
Ở bản lồng tiếng 104 tập đầu tiên bộ anime One Piece của Odex tại Singapore, người lồng tiếng cho Zoro là Brian Zimmerman. Ở bản lồng tiếng 104 tập đầu tiên bộ anime One Piece của 4kids Entertainment, Zoro bị đổi tên thành "Zolo" - cái tên sau đó tác động và được sử dụng trong bản chuyển thể bộ manga của Viz Media; anh được lồng tiếng bởi Marc Diraison và Andrew Rannells lúc nhỏ. Ở bản lồng tiếng toàn bộ nhượng quyền One Piece của Funimation Entertainment, Zoro lúc trưởng thành do Christopher Sabat thể hiện, còn Cynthia Cranz thể hiện vai Zoro lúc nhỏ trong hai tập, và nhân vật được Brina Palencia thủ diễn trong các tập phim còn lại. Sabat so sánh cách xây dựng cá tính của Zoro với Kurogane của Tsubasa: Reservoir Chronicle và Kuwabara Kazuma của Hành trình U Linh Giới, miêu tả họ là "những chàng trai cứng cỏi với trái tim vàng". Vì thế mà Sabat lo sợ đôi khi anh thể hiện các giọng giống nhau mặc cho đóng các nhân vật khác nhau. Anh cũng xem thử phần việc của các đồng nghiệp trong nguyên tác để tránh cách thể hiện cụ thể hơn. Trong game One Piece: Unlimited Adventure, Sabat tái nhận vai Zoro lúc trưởng thành, còn Zoro nhí do Aaron Dismuke lồng tiếng.
Zoro được thể hiện bởi Mackenyu ở bản phim chyển thể người đóng của One Piece.

## Xuất hiện

### MangaOne Piece
Roronoa Zoro lần đầu xuất hiện ở chương truyện "Giới thiệu Thợ săn hải tặc Zoro" ("海賊狩りのゾロ"登場 Kaizoku-gari no Zoro Tōjō) - lần đầu được đăng trên tạp chí Weekly Shōnen Jump của Nhật Bản vào ngày 18 tháng 8 năm 1997, và lần đầu xuất hiện ở tập đầu tiên của bộ anime. Ở lần hiện diện đầu tiên đó, anh là một tội phạm bị bắt đang chờ bị Hải quân xử tử. Trước khi mạch truyện bắt đầu, Zoro mất cô bạn thời thơ ấu Kuina và thề sẽ trở thành kiếm sĩ mạnh nhất thế giới. Trong bốn năm, Zoro săn lùng hải tặc với nghề thợ săn tiền thưởng để kiếm tiền mua đồ ăn cùng hai người bạn Johnny và Yosaku. Ban đầu Zoro làm vậy vì anh chưa tìm ra được kiếm sĩ mạnh nhất thế giới Dracule Mihawk để đối đầu. Khi Luffy trao cho Zoro cơ hội vào băng của anh ấy, ban đầu Zoro từ chối. Nhưng sau khi Luffy cứu anh khỏi bị xử tử, Zoro cam kết lòng trung thành với anh ta. Sau đó Zoro bị Mihawk dễ dàng đánh bại ở nhà hàng Baratie và cam kết với Luffy rằng mình sẽ không bao giờ thất bại nữa.
Lòng trung thành của Zoro với Luffy là không thể đong đếm được trong băng và ngày càng tăng xuyên suýt bộ truyện. Thậm chí dẫu vào băng của Luffy, mục tiêu chính của anh vẫn là trở thành kiếm sĩ mạnh nhất. Lúc đầu Zoro dọa sẽ lấy mạng Luffy nếu anh ta cản đường anh thực hiện mục tiêu này. Câu lắng nghe và tuân lệnh thuyền trưởng cho đến thời khắc cuối cùng. Về lần gặp Jaya, Zoro tuân theo mệnh lệnh không chiến đấu với kẻ thù trong quán bar Luffy bằng bất cứ giá nào, và anh nhận lệnh không chút do dự. Ở "Water 7," Zoro ủng hộ chức danh thuyền trưởng của Luffy trong trận đánh của anh ta với Usopp và việc Usopp rời băng. Zoro thẳng thừng từ chối cho phép Usopp vào lại băng nếu anh ta không xin lỗi, và dọa sẽ là người kế tiếp rời băng vì việc để Usopp "quay lại như chẳng có chuyện gì xảy ra là xúc phạm chức danh thuyền trưởng của Luffy. Thậm chí anh ta còn tát Luffy khi thực tế làm hải tặc không phải là trò chơi."
Trên hòn đảo kế tiếp Thriller Bark, Bartholomew Kuma chạm trán với Luffy cùng băng Mũ Rơm lúc đã thấm mệt, yêu cầu các nhân vật chính đầu hàng. Sau khi bị tất cả từ chối, Kuma hạ gục tất cả, chừa lại Zoro, Sanji và Brook. Zoro sẵn sàng hi sinh mạng sống để cứu Luffy, tuyên bố rằng Luffy sẽ là người trở thành Vua Hải Tặc. Sanji cũng muốn hi sinh mạng của mình, song Zoro đánh Sanji bất tỉnh để cứu mạng anh ta. Zoro cầu xin Kuma hãy bắt mình thay Luffy. Zoro bảo Kuma rằng anh sẵn sàng từ bỏ giấc mơ trở trở thành kiếm sĩ mạnh nhất thế giới vì giấc mơ của Luffy. Sau chứng kiến chuyện này, Kuma đồng ý thả Zoro đi thay vì mang anh đi. Kuma yêu cầu lấy đi mọi đau đớn của Luffy sau trận đánh vớing Gecko Moria. Giấc mơ của Zoro trong cả bộ truyện là trở thành kiếm sĩ mạnh nhất thế giới, song anh sẵn sàng từ bỏ nó vì Luffy, cho thấy Zoro thể hiện lòng trung thành với thuyền trưởng của mình tới mức nào, dẫu ban đầu đe dọa lấy mạng Luffy vì cản đường thực hiện giấc mơ của anh.
Sau trận đánh với Daz Bonez ở Alabasta, mức tiền truy nã Zoro ban đầu ở mức 60 triệu, song được nâng lên 120 triệu sau khi chiến đấu với Chính Phủ Thế Giới ở Enies Lobby. Sau đó, băng bị Bartholomew Kuma chia tách, dẫn tới hai khoảng thời gian trước và sau time skip. Zoro gặp mặt Mihawk lần nữa và tập luyện dưới sự chỉ dạy của ông trong hai năm, trước khi đoàn tụ với băng. Anh nhận mức tiền truy nã 320 triệu sau khi chém một tên phản diện khổng lồ to như núi và hỗ trợ Luffy nhằm kết thúc sự cai trị độc tài của Don Quixote Doflamingo. Sau những sự kiện ở Wano Quốc và đóng góp riêng trong Cuộc đột kích Onigashima như đánh bại King, anh nhận mức tiền truy nã 1,111 tỷ.
Ở tập 105 của One Piece, Oda tiết lộ về lịch sử gia đình Zoro. Cha anh, Roronoa Arashi bị hải tặc giết hại còn mẹ anh, Tera mất vì bệnh tật lúc anh còn nhỏ. Zoro là hậu duệ gia tộc Shimotsuki ở Wano Quốc thông qua bà nội Furiko; bà là chị gái của Ushimaru - lãnh chúa Ringo, tức ông họ của Zoro. Zoro có quan hệ họ hàng xa với Kuina và là hậu duệ của Ryuma Shimotsuki.

## Đón nhận
Zoro luôn nằm trong top ba nhân vật nổi tiếng nhất, thường chỉ xếp sau Luffy về độ nổi tiếng. Anh xếp thứ hai ở mọi cuộc bầu chọn độ nổi tiếng nhân vật của Shōnen Jump ngoại trừ lần thứ năm, khi anh xếp thứ ba sau Trafalgar Law. Ngoài ra, ở cuộc bầu chọn của Oricon vào năm 2007, Zoro được bầu là nhân vật có đông người mong muốn có phần ngoại truyện cao thứ tư. DVD Talk khen ngợi phong cách tam kiếm phái "thú vị" của Zoro là ví dụ điển hình về tính hài hước của bộ phim. Holly Ellingwood từ Activeanime tán dương trận đánh của Zoro với Luffy là một trong những khoảnh khắc hay nhất từ DVD thứ 10 của loạt phim do Viz Media phát hành, cụ thể khen các cảnh hành động. Phần lồng tiếng Zoro của Sabat giúp anh nhận được đề cử ở hạng mục "Nam diễn viên lồng (tiếng Anh) xuất sắc nhất" tại lễ trao giải của Hiệp hội Quảng bá Hoạt hình Nhật Bản (SPJA) vào năm 2008. Carl Kimlinger của Anime News Network nhận xét phần thể hiện Zoro của Sabat là "điểm sáng", nhận thấy Zoro và Sabat "rất hợp nhau. Kimlinger cũng thấy rằng những cảnh hồi tưởng của anh và Sanji trong anime "thật sự làm người xem rơi nước mắt, ngay cả khi chúng được thể hiện kém duyên hơn".
Khi Nico Robin ví Zoro và Sanji là "Đôi cánh của Vua Hải Tặc," chi tiết "cho thấy họ là nhân vật quan trọng nhất trong hành trình trở thành Vua Hải Tặc của Luffy, nhờ có khả năng lĩnh trách nhiệm tốt và chiến đấu ở cấp độ cao nhất."